# Tachydromia connexa
Tachydromia connexa är en tvåvingeart som beskrevs av Johann Wilhelm Meigen 1822. Tachydromia connexa ingår i släktet Tachydromia och familjen puckeldansflugor. Arten är reproducerande i Sverige. Inga underarter finns listade i Catalogue of Life.